# Geografija Zimbabveja
Zimbabve je celinska država v južni Afriki, ki leži severno od Kozorogovega povratnika. Poleti je v celotni državi toplo zaradi neposrednega sonca nad glavo. Razprostira se čez obsežno notranjo visoko planoto, ki se proti severu spušča do doline reke Zambezi, kjer je meja z Zambijo, in podobno proti jugu do doline reke Limpopo in meje z Južno Afriko.

## Območje in meje
Površina
- Skupaj: 390.757 km²
  - uvrstitev države na svetu: 60. mesto

- Kopno: 386.850 km²
- Voda: 3.910 km²

Kopenske meje
Država meji z Bocvano (813 km), Mozambikom (1231 km), Južno Afriko (225 km), Zambijo (797 km) in se na svoji najzahodnejši točki skoraj stika z Namibijo.

## Podnebje
Podnebje se močno razlikuje glede na nadmorsko višino, pri čemer je Vzhodno višavje na 1878 metrih nadmorske višine veliko bolj vlažno in hladnejše kot nižje nadmorske višine. Obstaja sušno obdobje, vključno s kratkim hladnim obdobjem od maja do septembra, ko ima celotna država zelo malo dežja. Deževno obdobje je običajno čas močnih padavin od novembra do marca. Celotna država je januarja pod vplivom medtropskega konvergenčnega območja. V letih, ko je slabo opredeljeno, so padavine podpovprečne in verjetnost hude suše v državi, kot se je zgodilo v letih 1983 in 1992. Ko je dobro opredeljeno, so padavine povprečne ali precej nadpovprečne, kot v letih 1981 in 1986. Podnebje Zimbabveja lahko razdelimo v tri regije: vročo regijo (nizko in del srednjega višavja), toplo regijo (preostali del srednjega in visokogorja) in hladno regijo (Vzhodno višavje).

## Topografija
Velik del države leži na planoti z višjo osrednjo planoto (visoko planoto), ki tvori razvodje med rečnima sistemoma Zambezi in Limpopo. Ravno območje razvodja je del starodavne razjedene planote, imenovane Afriška erozijska površina, ki pokriva velike dele celine. Medtem ko ta zaseda višje ležeče območje, izbokline in majhna medrečja zasedajo nižje lege mlajše postafriške denundirane površine z občasnimi skalnimi osamelci, strmimi vrhovi in skalnimi čoki, ki štrlijo v valovito ali ravninsko pokrajino. Dolina Limpopa in spodnjega Zambezija sta široki in relativno ravni ravnini. Vzhodni konec porečja se konča v severno-južnem gorskem hrbtenici, imenovani Vzhodno višavje. Osrednje višavje, usmerjeno v smeri severovzhod-jugozahod, je bilo v geološko nedavnem času (pozni pliocen ali pleistocen) dvignjeno, kar je spremenilo vodotok zgornje reke Zambezi, ki se je nekoč izlivala v reko Limpopo proti vzhodu do njenega sedanjega izliva v Mozambiškem prelivu. Severovzhodno-jugozahodno višavje in porečje sledi osi epeirogene fleksure.
Ekstremne višine:

najnižja točka: stičišče rek Runde in Save 162 m

najvišja točka: Nyangani 2592 m
Naravni viri: premog, kromova ruda, azbest, zlato, nikelj, baker, železova ruda, vanadij, litij, kositer, diamanti, kovine skupine platina
Raba zemljišč:

obdelovalna zemljišča: 10,49 %

trajni nasadi: 0,31 %

drugo: 89,20 % (2011)
Namakana zemljišča: 1735 km² (2003)
Skupni obnovljivi vodni viri: 20 km3 (2011)
Naravne nesreče: suše; poplave in hude nevihte so redke
Okolje – aktualna vprašanja: krčenje gozdov; erozija tal; degradacija zemljišč; onesnaževanje zraka in vode; čreda črnega nosoroga – nekoč največja koncentracija te vrste na svetu – se je zaradi krivolova znatno zmanjšala; slabe rudarske prakse so povzročile onesnaženje s strupenimi odpadki in težkimi kovinami.
Okolje – mednarodni sporazumi:
- pogodbenica: Biotska raznovrstnost, Podnebne spremembe, Dezertifikacija, Ogrožene vrste, Pomorsko pravo, Varstvo ozonske plasti
- podpisano, vendar ne ratificirano: noben od izbranih sporazumov.

Hidrologija:'

Država je razdeljena na šest porečij. Največji sta Zambezi in Limpopo. Zahodni deli Matabelelanda so prek reke Nata povezani s celinskim porečjem Okavango. Večina južnega Mashonalanda in sosednjih delov Masvinga se izliva skozi reko Save v Indijski ocean. Dve manjši porečji pokrivata dele Manicalanda in se izlivata v Indijski ocean skozi Mozambik. To sta reka Pungve na severu in reka Buzi na jugu. Transport sedimentov je bil preučen za reke v Zimbabveju z uporabo hidrološkega modela HBV.
Glavna vrsta rabe zemljišč:
1. Nad 1050 mm}/leto z nekaj padavinami v vseh mesecih v letu. Pogozdovanje, sadje, čaj, kava in intenzivna živinoreja.
2. 750 do 1000 mm/leto, sezonsko omejeno z dobro opredeljenim sušnim obdobjem. Obsežna intenzivna pridelava poljščin in živine.
3. 650 do 800 mm/leto z rednimi sušnimi obdobji sredi sezone. Živinoreja s krmnimi rastlinami. Mejna proizvodnja koruze, tobaka in bombaža.
4. 450 do 650 mm/leto z občasno sezonsko sušo in hudimi sušnimi obdobji v deževnem obdobju. Živinoreja in pridelki, odporni na sušo.
5. Prenizko in neenakomerno celo za krmne in žitne rastline, odporne na sušo. Ekstenzivna živinoreja in/ali reja divjadi.[11]

## Skrajne točke
To je seznam skrajnih točk Zimbabveja, točk, ki so dlje severno, južno, vzhodno ali zahodno od katere koli druge lokacije.
- Najsevernejša točka – neimenovana lokacija na meji z Zambijo v reki Zambezi, neposredno severno od mesta Kanyemba, provinca Mashonaland West
- Najvzhodnejša točka – neimenovana lokacija na meji z Mozambikom, neposredno zahodno od mozambiškega mesta Vera, provinca Manicaland
- Najjužnejša točka – tromeja z Južno Afriko in Mozambikom, provinca Masvingo
- Najzahodnejša točka – tromeja z Bocvano in Zambijo, provinca Matabeleland North, približno 150 metrov od najvzhodnejše točke Namibije skoraj na meji štirih držav.

## Vremenske nevarnosti v Zimbabveju
Vremenske nevarnosti so razmere, ki so neugodne za ljudi in njihove dejavnosti, ki so posledica vremenskih pojavov in vključujejo vse naravne vremenske razmere, ki lahko povzročijo škodo ljudem. Večine teh ni mogoče preprečiti, vendar je mogoče njihove učinke ublažiti. Zimbabve so v preteklem stoletju prizadele različne vremenske nevarnosti, vključno s sušami, poplavami, vročinskimi valovi, strelami in požari v naravi. Te vremenske nevarnosti so prizadele veliko ljudi, kar je povzročilo številne smrti in druge izzive. Šestnajst okrožij v šestih provincah Manicaland, Mashonaland Central, Mashonaland West, Mashonaland East, Midlands in Matabeleland North v Zimbabveju je od začetka deževne sezone 2021/2022 oktobra 2021 prizadelo močno deževje in poplave. Tropska nevihta Ana je konec januarja v Zimbabve prinesla močno deževje, ki je povzročilo poplave in škodo ter prizadele 845 hiš in 51 šol.
Glavne vremenske nevarnosti, ki so prizadele Zimbabve, so:
- Suša; V Zimbabveju imajo suše številne posledice, vključno z dejavniki, ki vodijo v gospodarske težave. Stopnja inflacije narašča, saj kmetje trpijo zaradi izpada pridelka in izgube živine, pogosto pa tudi zaradi požarov v naravi. Zaradi suše se država sooča z resnim pomanjkanjem vode in hudimi izpadi električne energije.
- Poplave; Glavne posledice poplav vključujejo izgubo življenj in škodo na stavbah in drugih objektih, vključno z mostovi, kanalizacijskimi sistemi, cestami in kanali. Poplave pogosto poškodujejo tudi prenos električne energije in včasih tudi proizvodnjo električne energije. Zimbabve se je zaradi začasnega upada turizma, stroškov obnove ali pomanjkanja hrane, kar je povzročilo zvišanje cen, soočil tudi z gospodarskimi težavami. Januarja 2022 je državni oddelek za civilno zaščito (DCP) v provinci Manicaland vzpostavil 394 evakuacijskih centrov za spopadanje s posledicami ciklona Ana.
- Strele; Številni ljudje so bili hospitalizirani, nekateri pa so zaradi posledic strele umrli, kar dokazuje udar strele, ki je ranila 13 moških zapornikov med kosilom v zaporu v severozahodnem Zimbabveju,[38] na nekaterih območjih, zlasti v parkih, pa je zaradi strele poginilo več živali. Strela ima tudi zgodovino uničevanja infrastrukture, ena družina v Beitbridgeu je ostala brez doma zaradi strele.
- Zmrzal; Leta 2021 je direktor Zveze kmetov Zimbabveja, Paul Zakariya, potrdil, da je več kmetov prizadela pozeba, saj je prejel številna poročila o talni pozebi, ki je prizadela več pridelkov v Zimbabveju, ki jih je prizadela zmrzal. Na nekaterih območjih, kot je Matobo, ljudje pogosto trpijo zaradi ozeblin, tako kot bi jih prizadel mraz.
- Vročinski val
- Požari v naravi[14]